# Out (revista)
Out é uma revista masculina gay de moda, entretenimento e estilo de vida, de maior circulação nos Estados Unidos. Até 2008 a revista foi publicada pela mesma editora de revistas como a Esquire, Details e GQ, PlanetOut Inc., mas, foi vendida pela LPI Media à Regent Entertainment Media, Inc., empresa proprietária da rede de televisão here!.

## História
A revista foi fundada em 1992 por Michael Goff e Zakir Jamshed, como editor-chefe e presidente. Eles, ao lado do editor executivo Sarah Pettit, construiram a maior tiragem gay da história dos Estados Unidos, o que chamou atenção de escritores de todo o mundo (como Augusten Burroughs e David Sedaris), bem como colaboradores e anunciantes interessados em financiá-la.
O diferencial da revista é a não publicação de material pornográfico ou destinado exclusivamente ao público adulto, dando aos anunciantes uma base, que nunca antes tiveram, para anunciar seus produtos e utilizar este novo veículo da imprensa nacional para atingir públicos marginalizados e efetivamente apresentar seus produtos e serviços. Em menos de dois anos de circulação a revista alcançou um número superior de anunciantes, em relação à revista The Advocate, que possui mais de quarenta anos.

## Controvérsias
- O Log Cabin Republicans, organização LGBT do Partido Republicano, teve problemas com a publicação de Maio de 2008, que trazia matérias sobre o movimento gay republicano e democrata[4].

- Algumas lésbicas têm criticado a Out devido ao seu foco em homens gays, salientando que em 2008 não foram apresentadas nenhum capa lésbica, e que 22% dos leitores da revista são lésbicas[5].